# Adolf Iuixkévitx
Adolf-Andrei Pàvlovitx Iuixkévitx va ser un historiador de les matemàtiques soviètic.
Nascut en una família d'intel·lectuals jueus (el seu pare, Pavel, era filòsof i el seu oncle, Semyon, era dramaturg), va fer els estudis secundaris a Sant Petersburg i els va continuar a Odessa. Es va graduar al Departament de Matemàtiques de la Universitat de Moscou el 1929, havent estudiat amb Dmitri Iegórov i Nikolai Luzin. Des del 1930 fins al 1952 va treballar a l'Escola Tècnica Superior de Moscou, que es va veure obligat a deixar en el moment més àlgid de la lluita contra el cosmopolitisme que es va desenvolupar en aquells anys. Des de 1945 fins al final de la seva vida, va treballar a l'Institut d'Història de les Ciències i la Tecnologia de l'Acadèmia de Ciències de Rússia. El seu fill, Alexander, també va ser un notable matemàtic emigrat als Estats Units.
Iuixkévitx va publicar més de 300 obres sobre història de les matemàtiques essent considerat un especialista mundial en la obra de Leonhard Euler i en les matemàtiques medievals.